# Xã hội đen 2
Xã hội đen 2 (tiếng Trung: 黑社會:以和爲貴, tiếng Anh: Election 2, Hán-Việt: Hắc xã hội: Dĩ hòa vi quý) là một bộ phim điện ảnh thuộc thể loại tội phạm - chính kịch của Hồng Kông công chiếu năm 2006 do Đỗ Kỳ Phong làm đạo diễn và đồng sản xuất, với sự tham gia của các diễn viên gồm Nhậm Đạt Hoa, Cổ Thiên Lạc, Trương Gia Huy, Lâm Gia Đống, Lâm Tuyết và Trương Triệu Huy. Đây là phần phim thứ hai của bộ phim sau phần phim đầu tiên là Xã hội đen ra mắt năm 2005.
Bộ phim có buổi công chiếu lần đầu tại Hồng Kông từ ngày 29 tháng 4 năm 2006 và được giới phê bình cũng như khán giả đánh giá cao, đồng thời còn được công chiếu dưới hình thức tác phẩm tuyển chọn không tranh giải Cành cọ vàng tại Liên hoan phim Cannes 2006.

## Nội dung
2 năm sau các sự kiện ở phần phim đầu tiên, A Lạc - Tổng Đầu lĩnh hiện tại của Hòa Liên Thắng (tức Bang Hội), dự định phá vỡ truyền thống của Bang Hội bằng cách lên kế hoạch tái đắc cử cho vị trí Tổng Đầu lĩnh. A Lạc gặp các đàn em thân thiết nhất của mình bao gồm Đại Đầu, Phi Cơ, Chiêm Mễ, Tô Sư Gia và Đông Quản Tử, tuyên bố ứng cử cho vị trí Tổng Đầu lĩnh Bang Hội. Đông Quản Tử muốn A Lạc ủng hộ mình, nhưng A Lạc từ chối. Thay vào đó, A Lạc muốn hỗ trợ Phi Cơ cho chức Tổng Đầu lĩnh nếu Phi Cơ làm sát thủ cho anh ta, mặc dù Phi Cơ không được lòng các thành viên cấp cao trong Hội đồng Bang Hội vì bản chất liều lĩnh.
Bang Hội coi Chiêm Mễ là một ứng cử viên tiềm năng cho chức Tổng Đầu lĩnh vì anh ta đã trở thành một doanh nhân thành đạt, nhưng Chiêm Mễ ban đầu từ chối tranh cử vì anh ta đang cố gắng làm ăn hợp pháp tại Đại lục và không muốn để các hoạt động của Bang Hội làm ảnh hưởng đến công việc kinh doanh của mình. Chiêm Mễ thuyết phục một thành viên Bang Hội tên A Lực làm việc chặt chẽ hơn với anh ta. Trong một chuyến đi đến Đại lục để hối lộ một quan chức địa phương, Chiêm Mễ và A Lực bị cảnh sát Đại lục bắt giữ. Thanh tra Thạch -  Phó Sở trưởng Sở Công an tỉnh Thâm Quyến, đích thân thả Chiêm Mễ, đồng thời cho Chiêm Mễ biết rằng anh ta không thể làm ăn ở Đại lục trừ khi anh ta trở thành Tổng Đầu lĩnh tiếp theo của Hòa Liên Thắng, hợp tác với cảnh sát Đại lục và thể hiện lòng yêu nước. Chiêm Mễ trở về Hồng Kông, tham gia tranh cử cho chức Tổng Đầu lĩnh Bang Hội.
Trong một chuyến đi câu cá, A Lạc thúc giục Đông Quản Tử rút khỏi cuộc bầu cử, đồng thời bắt Đông Quản Tử ủng hộ A Lạc tái đắc cử với lời hứa sẽ ủng hộ Đông Quản Tử trong cuộc bầu cử tiếp theo. Đông Quản Tử phản đối A Lạc, nhưng cả hai đồng ý sẽ hạ gục Chiêm Mễ trước. Chiêm Mễ thuê sát thủ là A Vũ thủ tiêu A Lực sau khi Xuyến Bộc cho Chiêm Mễ biết rằng A Lực là một "con chuột" cung cấp thông tin cho cảnh sát.
Đông Quản Tử bắt cóc ông Quách - người hỗ trợ tài chính của Chiêm Mễ và giấu ông ta trong quan tài cùng với Đại Đầu. A Lạc gặp Chiêm Mễ, đe dọa sẽ giết ông Quách nếu Chiêm Mễ tiếp tục tranh cử, nhưng Chiêm Mễ từ chối. A Lạc quyết định giấu Long Đầu côn - biểu tượng quyền lực của Tổng Đầu lĩnh, ở Đại lục. Bác Đặng - thành viên có ảnh hưởng nhất Bang Hội, phản đối việc A Lạc tranh cử nhiệm kỳ thứ hai và dự đoán Chiêm Mễ sẽ thay thế vị trí. A Lạc quyết định giết chết Bác Đặng và sai Phi Cơ ám sát Chiêm Mễ. Phi Cơ bắt Chiêm Mễ và vợ làm con tin. A Vũ liền đuổi theo sau. Chiêm Mễ thuyết phục Phi Cơ rằng A Lạc đang lợi dụng anh ta, trong khi vợ của Chiêm Mễ đánh Phi Cơ bằng một chai rượu và trốn thoát khỏi xe. Phi Cơ hiểu chuyện liền thả Chiêm Mễ một cách hòa bình. Chiêm Mễ ra lệnh A Bảo không được giết Phi Cơ.
Hôm sau, Chiêm Mễ và A Vũ tiến hành bắt cóc các Sát thủ của A Lạc để thuyết phục họ giết A Lạc mà không ảnh hưởng đến Chiêm Mễ. Chúng đồng ý sau khi Chiêm Mễ đích thân sát hại một trong những tên Sát thủ của A Lạc và cho chó ăn. Sau đó, Chiêm Mễ cùng Tô Sư Gia và A Vũ quyết định giải cứu ông Quách. Đông Quản Tử cùng đàn em cố gắng ám sát Chiêm Mễ và Tô Sư Gia nhưng thất bại. A Vũ tìm thấy chiếc quan tài chứa ông Quách và Đại Đầu, liền cùng đàn em tên A Vĩ đưa nó cho Chiêm Mễ. Đông Quản Tử sau đó đuổi theo và giết A Vũ để trả đũa. Chiêm Mễ đưa quan tài cho cảnh sát, cáo buộc Đông Quản Tử bắt cóc, khiến Đông Quản Tử phải chạy trốn khỏi Hồng Kông. Trong khi đó, con trai của A Lạc ngày càng trở nên hư hỏng, học tập sa sút và thường xuyên giao du với thành phần xã hội đen. A Lạc tìm thấy bọn xã hội đen dụ dỗ con trai mình, nhưng con trai anh ta đã chạy trốn. Ngay sau đó, A Lạc bị ám sát bởi đám Sát thủ của mình. Xuyến Bộc chất vấn về vụ việc xảy ra với A Lạc, nhưng Chiêm Mễ phủ nhận việc ra lệnh giết A Lạc. Hội đồng Bang Hội quyết định bầu Chiêm Mễ làm Tổng Đầu lĩnh và anh ta thề sẽ từ chức sau hai năm. Sau đó, Chiêm Mễ giải cứu Phi Cơ khỏi một cuộc tấn công của bọn xã hội đen thù địch và đề nghị Phi Cơ làm việc cho anh ta, nhưng Phi Cơ đã từ chối sau khi xuống xe của Chiêm Mễ.
Khi Chiêm Mễ đến thăm Đại lục một lần nữa, anh ta giờ đây đã có thể làm ăn một cách hợp pháp dưới sự bảo trợ của Cảnh sát. Thanh tra Thạch đưa Long Đầu côn mà cảnh sát Đại lục thu được từ cấp dưới của A Lạc cho Chiêm Mễ. Hắn cho biết mối quan hệ giữa Bang Hội và cảnh sát Đại lục phụ thuộc vào việc Chiêm Mễ làm Tổng Đầu lĩnh cho đến khi anh ta trao quyền lãnh đạo Bang Hội cho các con của mình, vì cảnh sát Đại lục không muốn một Tổng Đầu lĩnh bất tuân như A Lạc, còn Chiêm Mễ sẽ giúp duy trì hòa bình trong nước. Chiêm Mễ sụp đổ sau khi nghe tin vì anh ta chỉ muốn tập trung làm ăn cùng gia đình một cách yên bình và ít dính líu đến Bang Hội. Chiêm Mễ đánh Thanh tra Thạch một cách dã man, nhưng Thanh tra Thạch không chống cự, ngược lại còn cảm ơn Chiêm Mễ vì đã hợp tác cùng Cảnh sát trong thời gian tới. Chiêm Mễ chôn Long Đầu côn cùng với Bác Đặng. Bộ phim kết thúc với việc vợ của Chiêm Mễ tiết lộ mình đã có con, còn Chiêm Mễ suy ngẫm về tương lai của gia đình mình.

## Diễn viên
- Nhậm Đạt Hoa trong vai A Lạc (Lâm Hoài Lạc)
- Cổ Thiên Lạc trong vai Chiêm Mễ (Lý Gia Nguyên)
- Trương Gia Huy trong vai Phi Cơ
- Lâm Gia Đống trong vai Đông Quản Tử
- Lâm Tuyết trong vai Đại Đầu
- Trương Triệu Huy trong vai Tô Sư Gia